# 信息自由

言论自由旗帜，来自AACS加密金鑰爭議案件

信息自由 是指个人或群体发布和获取信息的自由。获取信息 是指个人有效地寻求、接收和传递信息的能力。根据 UNESCO 的表述，它涵盖了
“科学的、原住民的和传统知识；信息自由，构建开放知识资源，包括开放互联网和开放标准，以及开放获取和数据的可用性；数字遗产的保存；对文化和语言多样性的尊重，例如促进以可访问语言提供本地内容的途径；全民优质教育，包括终身教育和在线学习；新媒体和信息素养及技能的传播，以及在线社会包容性，包括解决基于技能、教育、性别、年龄、种族、民族和残障人士可及性的不平等问题；以及发展连接性和可负担的信息通信技术（ICT），包括移动互联网、互联网和宽带基础设施。”
公众对政府信息的获取权，包括通过开放阳光法案的信息发布，以及正式的信息自由法，被广泛认为是民主和政府廉政的重要基本组成部分。
迈克尔·巴克兰（Michael Buckland）提出了六种必须克服的障碍，才能实现信息的获取：信息源的识别、信息源的可获得性、用户的付费能力、提供方的成本、认知可及性、可接受性。 尽管“获取信息”、“知情权”、“知的权利”以及“信息自由”有时被用作同义词，但这些术语所强调的角度各有侧重，体现了该议题的不同维度。
信息自由与言论自由有关，后者适用于任何媒介，包括口头、书写、印刷、电子或艺术形式。这意味着言论自由作为一种权利的保护，不仅包括表达的内容，也包括表达的方式。 信息自由是一个独立的概念，在互联网和信息技术内容中有时会与隐私权发生冲突。与言论自由一样，隐私权也是一项被认可的人权，而信息自由是对这一权利的延伸。 英国政府将其理论化为言论自由的延伸，并认为其是一项基本的人权。 它在国际法中被认可。国际海盗党和美国海盗党已在很大程度上将信息自由议题作为其政治纲领的核心。

## 概述
全球互联网接入显著增长，截至2024年，全球互联网用户已超过53.5亿人，占世界总人口的大约66%。 然而，数字鸿沟仍使全球超过一半的人口处于被排除状态，尤其是妇女和女童，非洲地区的情况尤为严重，以及多个最不发达国家和若干小岛屿发展中国家。 此外，技术的设计以及是否提供培训和教育，可能使残障人士获益，也可能使其进一步处于不利地位。

## 背景

#### 数字鸿沟
由于全球数字鸿沟，信息获取面临巨大的困难。数字鸿沟是指在信息和通信技术（ICT）获取、使用或影响方面的经济和社会不平等。 在国内的鸿沟（如美国的数字鸿沟)可能指的是不同个人、家庭、企业或地理区域之间的不平等，通常存在于不同的社会经济水平或其他人口分类之间。 各国或各地区之间的鸿沟被称为全球数字鸿沟，它考察了发展中国家与发达国家之间的技术差距，具有国际视角。

#### 种族鸿沟
虽然社会中的许多群体都受到缺乏计算机或互联网接入的影响，但特别是有色人种社区被观察到受数字鸿沟的负面影响。在观察不同种族和族裔群体的家庭互联网接入情况时，这一点尤为明显。81%的白人和83%的亚洲人拥有家庭互联网接入，而西班牙裔为70%，黑人为68%，美洲印第安人/阿拉斯加土著为72%，夏威夷土著/太平洋岛民为68%。虽然收入是家庭互联网接入差异的一个因素，但即使是在低收入群体中，种族和族裔不平等仍然存在。58%的低收入白人被报道拥有家庭互联网接入，而西班牙裔为51%，黑人为50%。这些信息来自一份名为《数字被拒：系统性种族歧视对家庭互联网普及的影响》的报告，该报告由位于华盛顿特区的公共利益团体“自由新闻”发布。 该报告得出结论，结构性障碍和歧视 perpetuate 对不同种族和族裔群体的偏见，进而影响数字鸿沟的形成。报告还得出结论，仍然没有互联网接入的群体对互联网有很高的需求，降低家庭互联网接入的费用将有助于增加弱势群体的公平参与并改善互联网普及率。 数字审查和算法偏见被认为存在于种族鸿沟中。在线平台如Facebook的仇恨言论规则以及仇恨言论算法偏向白人男性和社会精英群体，而对女性和有色人种等边缘群体不利。在ProPublica进行的一个项目中收集的一组内部文件中，Facebook关于区分仇恨言论和识别受保护群体的指南揭示了一些幻灯片，这些幻灯片标识了三个群体，每个群体包含女性司机、黑人儿童或白人男性。当问及哪个子集群体是受保护的时，正确答案是白人男性。 由于决定什么是仇恨言论的最终标准存在人为偏见，自动化的仇恨检测工具对少数群体语言产生了负面影响。
在线平台也被观察到容忍针对有色人种的仇恨内容，但却限制有色人种的内容。在一个Facebook页面上，原住民的恶搞表情包发布了带有种族侮辱性内容和评论，描述原住民为低劣的群体。尽管在澳大利亚通讯与媒体管理局进行调查后，该页面的内容被发布者删除，但Facebook没有删除该页面，并允许其继续作为“争议幽默”分类存在。 然而，一位非裔美国女性在表达她在一个小镇餐厅里作为唯一有色人种的不适时发布的帖子，受到了种族主义和仇恨信息的攻击。当她将这些在线虐待报告给Facebook时，她的账户因发布截图而被暂停三天，而那些负责发布种族主义评论的人却没有受到暂停处理。 有色人种之间的共享经验可能面临在线平台删除政策下的沉默风险。

##### 残疾鸿沟
与没有残疾的人相比，生活在残疾中的个体在信息技术获取方面存在不平等现象。根据Pew互联网研究，54%的有残疾人士的家庭拥有家庭互联网接入，而没有残疾人士的家庭中，这一比例为81%。 个体的残疾类型可能会阻止他们与计算机屏幕或智能手机屏幕进行互动，例如四肢瘫痪或手部残疾。然而，认知性和听力性残疾的人群同样面临技术和家庭互联网接入的缺乏。对于信息技术的使用是否能通过为残疾人士提供机会来增加平等，还是仅仅加剧现有的不平等，让残疾人士在社会中被落下，仍然存在担忧。 社会对残疾的看法、联邦和州政府政策、公司政策、主流计算技术以及实时在线沟通等问题都被发现是影响残疾人士数字鸿沟的因素。
残疾人士也是在线虐待的目标。根据Leonard Cheshire.org发布的一份报告，英国在线残疾仇恨犯罪在过去一年增长了33%。 2019年，模特Katie Price的儿子因为有残疾而成为在线虐待的目标，在此事件中分享了许多对残疾人士的在线仇恨虐待。Katie Price发起了一场运动，确保英国的议员对那些实施在线虐待残疾人士的人追究责任。对残疾人士的在线虐待可能会阻止他们在线参与，从而影响他们学习有助于改善生活的信息。许多残疾人士面临在线虐待，内容包括被指控进行福利欺诈或“伪造”残疾以谋取经济利益，这在某些情况下导致了不必要的调查。

### 性别鸿沟
女性在全球信息自由和信息获取方面的权利较男性为低。诸如文盲和缺乏数字赋权等社会障碍，造成了在使用获取信息工具时的不平等，通常加剧了对与女性和性别直接相关的问题（如性健康）的认知不足。也有一些极端的例子，例如某些地方社区当局禁止或限制女孩和未婚女性在其社区使用手机。 根据沃顿公共政策学院的研究，信息和通信技术（ICT）的扩展导致了多种差距，影响了女性接触ICT的机会，性别差距在一些发展中国家高达31%，在全球范围内2016年为12%。 由这些差距产生的社会经济障碍被称为我们所说的数字鸿沟。在低收入国家和地区，高昂的互联网接入费用对女性构成了障碍，因为女性的工资通常较低，并且面临付费工作与非付费工作之间的不平等分配。某些国家的文化规范也可能通过限制女性接受一定程度的教育或不允许她们成为家庭的经济支柱，来阻止女性接入互联网和技术，从而导致她们在家庭财务中的控制权缺乏。然而，即使女性能够接入ICT，数字鸿沟仍然存在。

### LGBTQIA 鸿沟及国家与科技公司对其压制
一些国家，包括自2010年以来颁布新法律的国家，明显审查来自LGBTQI群体的声音及其相关内容，这对关于性取向和性别认同的信息访问产生了严重影响。 数字平台在限制某些内容的访问方面发挥了强大作用，例如YouTube在2017年决定将与LGBTQIA主题相关的非明确视频归类为“限制性内容”，这一分类旨在过滤“潜在不当内容”。 互联网为边缘群体如LGBTQIA群体提供了一个安全的空间，使他们能够与他人联系并进行关于影响他们社区的诚实对话和交流。 互联网也被视为LGBTQIA群体变革的推动力，并提供了参与社会正义的途径。它使可能生活在偏远地区或孤立地区的LGBTQIA个体能够获得那些在其本地系统中无法获取的信息，同时还可以从其他LGBT个体那里获取信息。这包括如医疗保健、伴侣和新闻等信息。Gay Health提供在线医疗健康信息，而同性恋和女同性恋联盟反诽谤提供专注于LGBTQIA人权运动的在线出版物和新闻。互联网还允许LGBTQIA个体保持匿名。缺乏互联网接入可能会妨碍这些活动，特别是在偏远的乡村地区缺乏宽带的情况下。 LGBT Tech强调推出5G技术等新技术，以帮助缩小可能导致LGBTQIA群体失去访问可靠和快速技术的数字鸿沟，这些技术可以提供关于医疗保健、经济机会和安全社区的信息。
还有其他因素可能会妨碍LGBTQIA成员获取在线信息或使他们的个人信息受到滥用。互联网过滤器也被用来审查和限制在公共学校和图书馆中与LGBTQIA群体相关的内容。 也存在在线掠夺者通过寻求LGBTQIA成员的个人信息并向其提供不准确信息来进行虐待的情况。互联网的使用可以为LGBTQIA个体提供一种方式，获取处理社会障碍的相关信息，借助治疗建议、社会支持系统以及一个促进协作的在线环境，帮助LGBTQIA个体前进。这可以通过人类服务专业人员利用互联网与证据和评估，为正在处理出柜问题及可能随之而来的后果的LGBTQIA个体提供信息来促进。

### 安全论点
随着数字时代的到来，言论自由及其相关权利（信息自由、信息获取）变得更加具有争议，因为新的交流方式和限制措施的出现，包括政府控制或商业手段，可能危及个人信息的安全。

## 数字访问
信息自由（或称信息自由权）也指的是对互联网和信息技术领域中的表达自由的保护。信息自由也可能涉及到信息技术背景下的审查问题，即在没有审查或限制的情况下，访问网络内容的能力。

### 信息和媒体素养
根据库兹明（Kuzmin）和帕尔沙科娃（Parshakova）的观点，信息的获取包括在正式和非正式教育环境中的学习。这还包括培养信息和媒体素养的能力，使用户能够获得赋能并充分利用互联网的访问权限。
联合国教科文组织（UNESCO）对新闻教育的支持是其促进独立和可验证信息在网络空间中可及性的一个例子。联合国教科文组织在2014年召开的会议上加强了对残障人士访问的支持，该会议通过了《新德里宣言：为残障人士提供包容性信息通信技术，帮助实现赋能现实》的声明。

## 开放标准
根据国际电信联盟（ITU）的定义，“开放标准”是向公众提供的标准，这些标准通过协作和共识驱动的过程制定（或批准）并保持更新。“开放标准”促进不同产品或服务之间的互操作性和数据交换，旨在广泛采用。联合国教科文组织（UNESCO）的研究认为，采用开放标准有潜力为“数字公共资源”愿景做出贡献，在这一愿景中，公民可以自由地查找、分享和重新使用信息。 推广自由和开源软件，既不收费且可以自由修改，有助于满足边缘化用户的特定需求，倡导少数群体的权益，例如定向宣传、改善互联网接入、为私人公司和组织提供税收激励、增强接入能力，并解决社会和经济不平等的根本问题。

### 信息社会与言论自由
2003年《信息社会世界峰会》宣言重申了民主、普遍性、不可分割性和所有人权与基本自由的相互依赖性。宣言还特别提到信息社会中言论自由的重要性，指出：
我们重申，作为信息社会的基本基础，并按照《世界人权宣言》第十九条的规定，每个人都有权享有自由表达意见的权利；这一权利包括不受干扰地持有意见、通过任何媒体寻求、接收和传递信息和思想，无论国界如何。沟通是一个基本的社会过程，是人类的基本需求，也是所有社会组织的基础。它是信息社会的核心。每个人，无论身在何处，都应有机会参与，任何人都不应被排除在信息社会的好处之外。
2004年《信息社会世界峰会》宣言还承认：“有必要防止信息资源和技术被用于犯罪和恐怖主义目的，同时尊重人权。” 沃尔夫冈·贝内德克（Wolfgang Benedek）评论说，《信息社会世界峰会》宣言仅提到了人权的若干参考，并没有明确规定任何程序或机制来确保在人权的实际执行中得到考虑。

### 黑客行动主义
数字权利团体“黑客行动主义”（Hacktivismo）成立于1999年，主张信息的获取是基本人权。该团体的理念在《黑客行动主义宣言》中得到了充分阐述，呼吁将《世界人权宣言》和《国际公民及政治权利公约》（ICCPR）适用于互联网。宣言重申了成员国对ICCPR的责任，即保护与互联网相关的言论自由以及在此背景下的信息自由。 《黑客行动主义宣言》承认“反对人权侵害、促进合理获取互联网信息的重要性”，并呼吁黑客社区“研究绕过国家赞助的互联网审查的方式和手段”，以及“实施技术以挑战信息权利侵害”。然而，《黑客行动主义宣言》也承认言论自由的权利是有一定限制的，声明“我们承认政府有权禁止公开适当分类的国家机密、儿童色情以及涉及个人隐私和特权的事项，其他公认的限制也包括在内。”不过，《黑客行动主义宣言》声明“我们反对国家权力控制批评者、知识分子、艺术家或宗教人物的作品的访问。”

### 全球网络倡议
2008年10月29日，全球网络倡议（Global Network Initiative，简称GNI）在其《言论自由与隐私原则》基础上成立。该倡议在《世界人权宣言》（UDHR）60周年之际启动，依据《世界人权宣言》、国际公民及政治权利公约（ICCPR）和《国际经济、社会及文化权利公约》（ICESCR）中规定的国际公认的人权、言论自由和隐私标准。 该倡议的参与者包括电子前沿基金会（Electronic Frontier Foundation）、人权观察（Human Rights Watch）、谷歌（Google）、微软（Microsoft）、雅虎（Yahoo）以及其他主要公司、人权非政府组织、投资者和学者。
据报道，思科（Cisco Systems）受邀参加了初步讨论，但未参与该倡议。提出建议思科成立人权委员会的哈灵顿投资公司（Harrington Investments）则对全球网络倡议持批评态度，认为它只是一个没有任何实际影响的自愿行为规范。首席执行官约翰·哈灵顿（John Harrington）称全球网络倡议为“毫无意义的噪音”，并呼吁引入强制性规定，要求董事会接受人权责任。

### 互联网审查
《言论自由观察》编辑乔·格兰维尔（Jo Glanville）表示：“互联网既是言论自由的革命，也是审查的革命。” 信息自由的概念是对国家赞助的互联网审查、监控和监视的回应。互联网审查包括对互联网信息发布或访问的控制或压制。
根据无国界记者（Reporters without Borders，RSF）公布的“互联网敌人名单”，以下国家实施了广泛的互联网审查：古巴、伊朗、马尔代夫、缅甸/缅甸、朝鲜、叙利亚、突尼斯、乌兹别克斯坦和越南。 一个广为人知的例子是所谓的“中国长城防火墙”（既指其作为网络防火墙的作用，也指古代长城）。该系统通过防止IP地址的路由来封锁内容，并由标准防火墙和代理服务器组成，位于互联网网关处。该系统还会在特定网站请求时选择性地进行DNS污染。政府似乎并未系统地检查互联网内容，因为这在技术上似乎不可行。 中国互联网审查根据多项法律和行政法规进行。根据这些法律，中国政府已制定超过六十项互联网法规，并且各省的国有互联网服务提供商（ISP）、企业和组织都在积极实施审查系统。
2010年，美国国务卿希拉里·克林顿代表美国宣称：“我们支持一个单一的互联网，所有人类都有平等的知识和思想获取权。” 在她的《互联网自由发言》中，她还指出，“即使在专制国家，信息网络也帮助人们发现新事实，使政府更具问责制”，并报告总统巴拉克·奥巴马的声明：“信息流通越自由，社会就越强大。”

## 隐私保护

### 隐私、监控与加密
随着越来越多的人们依赖数字媒体接收和生成信息，国家和私人部门对个人行为、观点和网络的跟踪能力也随之增加。各国政府逐步通过法律和政策，使通信监控合法化，并以捍卫本国公民和国家利益为理由来正当化这些做法。在欧洲的部分地区，新的反恐法使得政府监控的程度大大增强，情报机关获取公民数据的能力也有所提高。虽然合法性是对人权实施合法限制的前提，但问题也在于，某一法律是否符合其他正当性标准，如必要性、比例性和合法目的。

#### 国际框架
联合国人权理事会采取了一些措施，突显网络隐私权的普遍重要性。2015年，联合国通过了一项关于数字时代隐私权的决议，设立了联合国隐私权特派员。 2017年，人权理事会强调：“非法或任意的监视和/或通信拦截，以及非法或任意的个人数据收集，作为高度侵入性的行为，侵犯了隐私权，可能干扰其他人权，包括言论自由和不受干扰地持有意见的权利。”

#### 区域框架
许多区域性的努力，特别是通过法院，旨在建立处理数据保护、隐私和监控的法规，并影响其与新闻用途之间的关系。欧洲委员会的《108号公约》——即《保护个人数据自动处理公约》——经历了现代化进程，以应对隐私方面的新挑战。自2012年以来，四个欧洲委员会成员国以及来自非欧洲委员会的三国（来自非洲和拉丁美洲）签署或批准了该公约。
区域法院也在在线隐私法规的制定中发挥了重要作用。2015年，欧洲法院裁定，所谓的“安全港协议”（允许私人公司“合法地将其欧洲订阅者的个人数据传输到美国”）在欧洲联盟法下无效，因为该协议未能为欧洲公民的数据提供足够的保护，也未能保护他们免受任意监控。2016年，欧盟委员会与美国联邦政府达成协议，取代安全港协议，推出EU-US隐私盾，该协议包括接收来自欧盟个人数据的公司所承担的数据保护义务、对美国政府数据访问的保障、对个人的保护与救济措施，以及每年进行的联合审查以监督实施情况。
欧洲法院2014年在谷歌西班牙案中的裁决允许人们主张“被遗忘权”或“去列表权”，这是一种备受争议的方法，用于平衡隐私、言论自由和透明度之间的关系。 随着谷歌西班牙案的判决，“被遗忘权”或“去列表权”已在全球多个国家得到了认可，尤其是在拉丁美洲和加勒比地区。
欧盟《通用数据保护条例》第153条规定：“成员国法律应调和关于言论自由和信息自由的规则，包括新闻学...与依据本条例保护个人数据的权利。仅为新闻学目的处理个人数据...应当根据需要对本条例的某些条款进行例外或豁免，以调和保护个人数据的权利与言论自由和信息自由的权利，这些权利在《宪章》第11条中予以规定。”

#### 国家框架

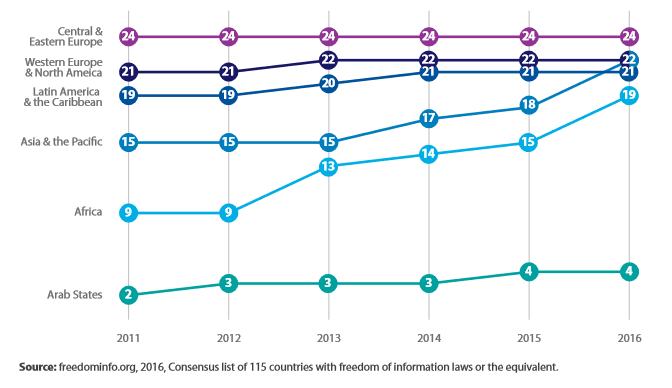
按地区划分的拥有信息自由法或政策的联合国教科文组织会员国

全球拥有数据保护法律的国家数量也在不断增加。根据2017/2018年《全球趋势报告》，2012年至2016年间，20个联合国教科文组织会员国首次通过了数据保护法律，使全球总数达到了101个。 在这些新的立法中，非洲9个，亚洲和太平洋地区4个，拉丁美洲和加勒比地区3个，阿拉伯地区2个，西欧和北美1个。在同一时期，23个国家修订了其数据保护法律，反映了数字时代对数据保护的新挑战。
根据Global Partners Digital的报告，只有四个国家在国家立法中确立了加密的普遍权利，而31个国家已经制定了授权执法机构拦截或解密加密通信的国家立法。

#### 私营部门的影响
自2010年以来，为了增强对其用户信息和通信的保护，并促进对其服务的信任，许多私营公司采取了加密技术。 其中一些备受瞩目的例子包括WhatsApp实施全面的端到端加密服务， 以及苹果公司对执法机关要求解锁恐怖袭击嫌疑人使用的iPhone的法令提出异议。

### 保护机密来源和举报
数字环境的快速变化，加上当代新闻实践日益依赖数字通信技术，为新闻来源的保护带来了新的风险。当前主要的威胁包括大规模监控技术、强制数据保留政策以及第三方中介泄露个人数字活动信息。如果记者和来源不了解如何保护其数字通信和痕迹，他们可能会在不知情的情况下泄露身份信息。 国家安全立法（如反恐法）被用于凌驾于现有的源保护法律之上，已成为一种常见做法。 在许多地区，持久的保密法或新的网络安全法威胁到新闻来源的保护，尤其是当这些法律赋予政府在国家安全的过度广泛定义下拦截在线通信的权利时。
2007年至2015年中期，全球121个国家中有84个（69%）在源保护法律方面取得了进展。 阿拉伯地区的进展最为显著，86%的国家有所变化，其次是拉丁美洲和加勒比地区（85%）、亚太地区（75%）、西欧和北美（66%），最后是非洲，在接受审查的国家中有56%修订了源保护法律。
截至2015年，至少有60个国家采纳了某种形式的举报人保护法。 在国际层面，联合国反腐败公约于2005年生效。 到2017年7月，全球大多数国家——共179个——已批准该公约，其中包括对举报人的保护条款。
含有举报人保护条款的地区性反腐败公约也得到了广泛批准。这些公约包括美洲反腐败公约，已被33个会员国批准， 和非洲联盟防止和打击腐败公约，已被36个联合国教科文组织会员国批准。
2009年，经济合作与发展组织（OECD）理事会通过了《进一步打击外国公职人员贿赂的建议》。

## 媒体多样性
根据世界趋势报告，2012年到2016年间，媒体的可访问性增加了。互联网用户的增长最快，得益于基础设施的巨额投资和移动使用量的显著增长。

### 移动互联网
《联合国2030可持续发展议程》、联合国教科文组织共同主席的宽带发展委员会以及互联网治理论坛在“连接下一个十亿人”方面的中期工作，证明了国际社会在为所有人提供互联网接入方面的承诺。根据国际电信联盟（ITU）的数据，到2017年底，估计48%的个人定期连接到互联网，比2012年的34%有所增加。 尽管绝对数字大幅增加，但同一时期，互联网用户的年增长率已经放缓，2017年的年增长率为5%，低于2012年的10%。
从2012年的38.9亿到2016年的48.3亿，全球独立移动电话订阅数量增加了，约占世界总人口的三分之二，其中亚洲和太平洋地区的订阅量超过一半。预计到2020年，订阅数量将上升到56.9亿。截至2016年，全球约60%的人口能够使用4G宽带移动网络，高于2015年的50%和2012年的11%。
然而，用户在通过移动应用访问信息时面临的限制与互联网碎片化的更广泛过程相吻合。零收费是互联网服务提供商允许用户免费连接特定内容或应用的做法，这为个人克服经济障碍提供了一些机会，但也被批评为创造了“两级”互联网。为了应对零收费的问题，出现了一种替代模型——“平等收费”，并且由Mozilla和Orange在非洲进行实验测试。平等收费防止优先考虑某种类型的内容，并将所有内容的费用限制在指定的数据上限之内。该地区一些国家提供了有限的几种套餐选择（跨所有移动网络运营商），而其他国家，如哥伦比亚，则提供多达30种预付费和34种后付费计划。

## 广播媒体

2012-2017年间使用互联网的个人百分比

在西欧和北美，电视作为主要信息来源的主导地位正受到互联网的挑战，而在其他地区，如非洲，电视的观众份额已经超过了广播电台，后者曾是最广泛接触的媒体平台。 年龄在决定广播、电视频道和互联网作为主要新闻来源之间的平衡中发挥着深远作用。根据2017年《路透社》数字新闻报告，在调查的36个国家和地区中，51%的55岁及以上成年人认为电视是他们的主要新闻来源，而18到24岁之间的受访者中，仅有24%认为电视是主要新闻来源。 在网络媒体方面，18至24岁的用户中有64%将其作为主要新闻来源，而55岁及以上的用户只有28%。 根据阿拉伯青年调查，2016年，45%的年轻人将社交媒体视为主要的新闻来源。
卫星电视继续为许多观众提供全球性或跨国性的替代选择，超越了国家性的收视选择。像BBC、Al Jazeera、Agence France-Presse、RT（前身为俄罗斯今日）和西班牙语的Agence EFE等全球新闻提供商，利用互联网和卫星电视更好地跨越国界触及观众，并增加了专门的广播内容以针对特定的外国观众。随着面向外部的取向，中国国际电视台（CGTN）在2017年1月从CCTV-NEWS更名。经过多年的预算削减和全球业务的收缩，2016年BBC宣布启动12种新的语言服务（包括阿法尔语、阿姆哈拉语、古吉拉特语、伊博语、韩语、马拉地语、皮金语、旁遮普语、泰卢固语、提格雷语和约鲁巴语），这是自“1940年代以来”最大的一次扩张。
另一个扩大内容访问的因素是非线性观看模式的变化，随着在线视频流媒体成为用户体验的一个重要组成部分。自2016年1月将全球服务扩展到130个新国家以来，Netflix的用户激增，2017年第二季度订阅用户超过1亿人，远超2012年的4000万用户。观众也变得更加多样化，47%的用户来自美国以外的地区，而Netflix于1997年在美国创立。

## 报纸行业
互联网对新闻媒体构成了挑战，作为另一种信息和观点的来源，但也为报纸组织提供了一个新的平台，可以接触到新的观众。2012年到2016年间，印刷报纸的发行量在几乎所有地区继续下降，只有亚洲和太平洋地区的某些国家通过销量的急剧增加抵消了如日本和韩国等历史上强势市场的下降。2012到2016年间，印度的印刷发行量增长了89%。 随着许多报纸转向在线平台，来自数字订阅和数字广告的收入显著增长。如何抓住这一增长的机会，仍然是报纸面临的一项紧迫挑战。

## 国际框架

### 联合国教科文组织的工作

#### 任务
《2030年可持续发展议程》，由联合国大会于2015年9月通过，包含目标16.10，即“确保公众获取信息并保护基本自由，符合国家立法和国际协议”。 联合国教科文组织被指定为负责全球报告16.10.2指标的主管机构，涉及“采纳和实施宪法、法定和/或政策保障公众获取信息的国家数量”。 这一责任与联合国教科文组织致力于促进信息的普遍获取相一致，该组织的宪章任务是“通过文字和图像促进思想的自由流通”。2015年，联合国教科文组织的大会宣布每年9月28日为“国际普及获取信息日”。 次年，联合国教科文组织每年庆祝的世界新闻自由日的与会者通过了芬兰宣言，强调信息获取和基本自由，庆祝芬兰和瑞典在250年前通过的第一部信息自由法。

#### 历史
2015年，联合国教科文组织第38届大会通过决议38 C/70，宣布9月28日为“国际普及获取信息日”
《世界人权宣言》第19条
《公民权利和政治权利国际公约》第19条
布里斯班宣言
达卡宣言
芬兰宣言
马普托宣言
新德里宣言
关于促进和使用多语言和普及进入网络空间的推荐2003
《联合国残疾人权利公约》

##### 国际传播发展计划
国际传播发展计划（IPDC）是联合国教科文组织（UNESCO）的一项旨在加强发展中国家大众传媒发展的计划。自2003年以来，其任务是“...通过加强发展中国家和过渡国家在电子媒体和印刷媒体领域的能力，促进信息和知识的普遍获取与传播，进而为可持续发展、民主和良好治理做出贡献。”
国际传播发展计划负责跟进可持续发展目标（SDG）16，具体通过指标16.10.1和16.10.2。每两年，联合国教科文组织总干事向IPDC理事会提交一份报告，报告中包含会员国关于每一起联合国教科文组织所谴责的记者被害案件的司法调查状态的信息。 “记者安全指标”是联合国教科文组织开发的一项工具，根据联合国教科文组织网站的介绍，旨在映射评估记者安全的关键特征，并帮助确定是否对针对记者的犯罪行为给予了适当的后续处理。IPDC Talks活动也为该计划提供了一个平台，以提高公众对信息获取重要性的认识。 IPDC还负责通过联合国秘书长关于可持续发展目标（SDGs）跟进的全球报告，监测和报告世界各国的信息获取法律。
2015年9月28日，联合国教科文组织在其第38届会议上通过了“国际信息获取日”。在国际信息获取日活动中，IPDC组织了“IPDC Talks：利用信息获取推动可持续发展”这一活动，吸引了高级别的与会者。 这一年度活动旨在强调“信息获取”对可持续发展的重要性。

#### 互联网普遍性框架
互联网普遍性是这样一个概念：“互联网不仅仅是基础设施和应用，它是一个经济和社会互动及关系的网络，具有促进人权、赋能个人和社区、推动可持续发展的潜力。这个概念基于四个原则，强调互联网应该以人权为基础，开放、可访问，并基于多方参与。这些原则简称为R-O-A-M原则。以这种方式理解互联网，有助于将互联网治理、技术和公共政策、权利与发展等不同方面结合起来。”
通过互联网普遍性的概念，联合国教科文组织强调信息获取是评估更好互联网环境的关键。互联网更广泛的社会包容性原则特别重要。这提出了可访问性在克服数字鸿沟、数字不平等和基于技能、文化水平、语言、性别或残疾的社会排斥方面的作用。它还强调了互联网活动需要可持续商业模式，并且要信任信息和知识的保存、质量、完整性、安全性及真实性。可访问性与权利和开放性紧密相关。 基于ROAM原则，联合国教科文组织目前正在开发互联网普遍性指标，以帮助各国政府和其他利益相关方评估本国的互联网环境，并推广与互联网普遍性相关的价值观，如信息获取。

### 世界银行倡议
2010年，世界银行推出了关于信息获取的政策，这标志着世界银行战略的重大转变。 该原则要求世界银行公开任何请求的信息，除非该信息属于“例外清单”：
"个人信息 州长及/或执行董事办公室的通信 伦理委员会 律师-客户特权 安全和安全信息 单独披露制度 保密客户/第三方信息 公司行政 深思熟虑的信息* 财务信息" 世界银行倾向于支持开放发展，并拥有开放数据、开放金融和开放知识库。

### 信息社会世界峰会
信息社会世界峰会（WSIS）是一个由联合国赞助的两阶段峰会，讨论信息、通信以及更广泛的信息社会，分别于2003年在日内瓦和2005年在突尼斯举行。其主要目标之一是通过推广互联网在发展中国家的普及，缩小全球数字鸿沟，弥合富裕国家与贫困国家之间的差距。会议确立了5月17日为世界信息社会日。

## 区域框架
根据联合国教科文组织对SDG 16.10.2的监测结果，现已有112个国家通过了信息自由法或类似的行政法规。 其中，22个国家自2012年以来通过了新法规。在区域层面，非洲地区的增长最快，过去五年内有10个国家通过了信息自由法，使该地区拥有此类法律的国家数量从9个增加到19个，增长幅度超过一倍。亚太地区也经历了类似的高增长率，过去五年内有7个国家通过了信息自由法，总数达到22个。此外，在报告期内，阿拉伯地区的两个国家、拉丁美洲和加勒比地区的两个国家，以及西欧和北美的一个国家通过了信息自由法。如今，全球绝大多数人口生活在拥有信息自由法的国家，且有多个国家目前正在审议信息自由法案。

## 国家框架

### 信息自由法
2006年6月，近70个国家已经通过了信息自由立法，适用于政府机构持有的信息，并在某些情况下适用于私人机构。在其中19个国家，信息自由法也适用于私人机构。 信息获取逐渐被认为是政府透明度和问责制的前提，能够帮助消费者做出知情选择，并保护公民免受管理不善和腐败的影响。 这促使越来越多的国家在过去十年内制定了信息自由法。 近年来，私人机构开始承担此前由公共机构执行的职能。随着私有化和放松管制，银行、电信公司、医院和大学等开始由私人实体运营，这引发了对扩展信息自由法以涵盖私人机构的需求。
尽管各国制定了信息自由法，但其实施和有效性在全球范围内差异较大。全球信息获取评级是一个为倡导者、立法者和改革者提供工具，用以评估法律框架强度的项目。 通过使用信息自由评级来衡量各国信息自由法的强度和法律框架，可以发现一个显著的趋势。 几乎不受地理位置限制，得分最高的国家通常拥有较为年轻的法律。 根据联合国秘书长2017年关于可持续发展目标的报告，联合国教科文组织提供了与信息自由相关的信息，在109个提供信息自由法实施情况数据的国家中，43%的国家未能充分提供公共宣传，43%的国家对披露的例外定义过于宽泛，这与增加透明度和问责制的目标相悖。
尽管采用了信息自由法，政府官员通常对信息自由法中的透明度规范不熟悉，或不愿意在实践中承认这些规范。由于多种原因，记者往往未能有效利用信息自由法：政府未能回应信息请求、延误过长、收到大量删节的文件、对某些类型的请求收取过高的费用以及缺乏专业培训。
关于公共信息访问的辩论还集中于推动开放数据的进一步发展，以促进开放政府透明度。2009年，美国启动了data.gov门户网站，将大多数政府开放数据集中在一个地方；此后，全球掀起了一股政府数据开放的浪潮。作为开放政府伙伴关系的一部分，这是一个自2011年成立的多边网络，目前约70个国家已经发布了国家行动计划，其中大多数包含强有力的开放数据承诺，旨在促进更大的透明度、促进经济增长、赋权公民、打击腐败并普遍提升治理水平。2015年，开放数据宪章在多方利益相关者的推动下成立，目的是制定“政府应如何发布信息”的原则。 该宪章已被17个国家政府采纳，其中一半来自拉丁美洲和加勒比地区。
2017年由万维网基金会进行的《开放数据标尺》显示，尽管115个受调查的国家中有79个设有政府开放数据门户网站，但在大多数情况下，“政策并未到位，发布的数据集的范围和质量也不够充分”。总体而言，《开放数据标尺》发现政府数据通常“是不完整的、过时的、质量低劣的、且支离破碎”。

#### 私人机构
截至2006年，以下19个国家的自由信息立法适用于政府机构和私人机构：安提瓜和巴布达、安哥拉、亚美尼亚、哥伦比亚、捷克共和国、多米尼加共和国、爱沙尼亚、芬兰、法国、冰岛、列支敦士登、巴拿马、波兰、秘鲁、南非、土耳其、特立尼达和多巴哥、斯洛伐克和英国。私人机构受自由信息立法的覆盖程度各不相同，在安哥拉、亚美尼亚和秘鲁，立法仅适用于执行所谓公共职能的私人公司。在捷克共和国、多米尼加共和国、芬兰、特立尼达和多巴哥、斯洛伐克、波兰和冰岛，接受公共资金的私人机构也需遵守自由信息立法。爱沙尼亚、法国和英国的自由信息立法在某些行业涵盖私人机构。在南非，《信息获取促进法案》的访问条款曾被个人用于了解其贷款申请为何被拒绝。此条款也被少数股东和环保团体使用，他们寻求有关公司项目可能造成的环境损害的信息。

#### 消费者保护
1983年，联合国跨国公司委员会通过了联合国消费者保护指南，其中规定了八项消费者权利，包括“消费者有权获得足够的信息，以便根据个人的愿望和需求做出知情选择”。获取信息被视为基本的消费者权利，并且强调了预防性披露，即披露关于威胁人类生命、健康和安全的信息。

#### 投资者
公司董事的秘密决策和企业丑闻促使出台自由信息立法，旨在保护投资者利益。此类立法最早在20世纪初的英国通过，随后在北美及其他国家也相继出台。 进入21世纪后，随着一系列企业丑闻与会计欺诈和公司董事秘密操作的关联，投资者保护的披露机制重新引起了关注。 从安然公司开始，随后涉及Worldcom、Tyco、Adelphia和Global Crossing的丑闻，促使美国国会在2002年通过了《萨班斯-奥克斯利法案》（Sarbanes-Oxley Act），要求公司披露更多的信息。